# Ledová tříšť

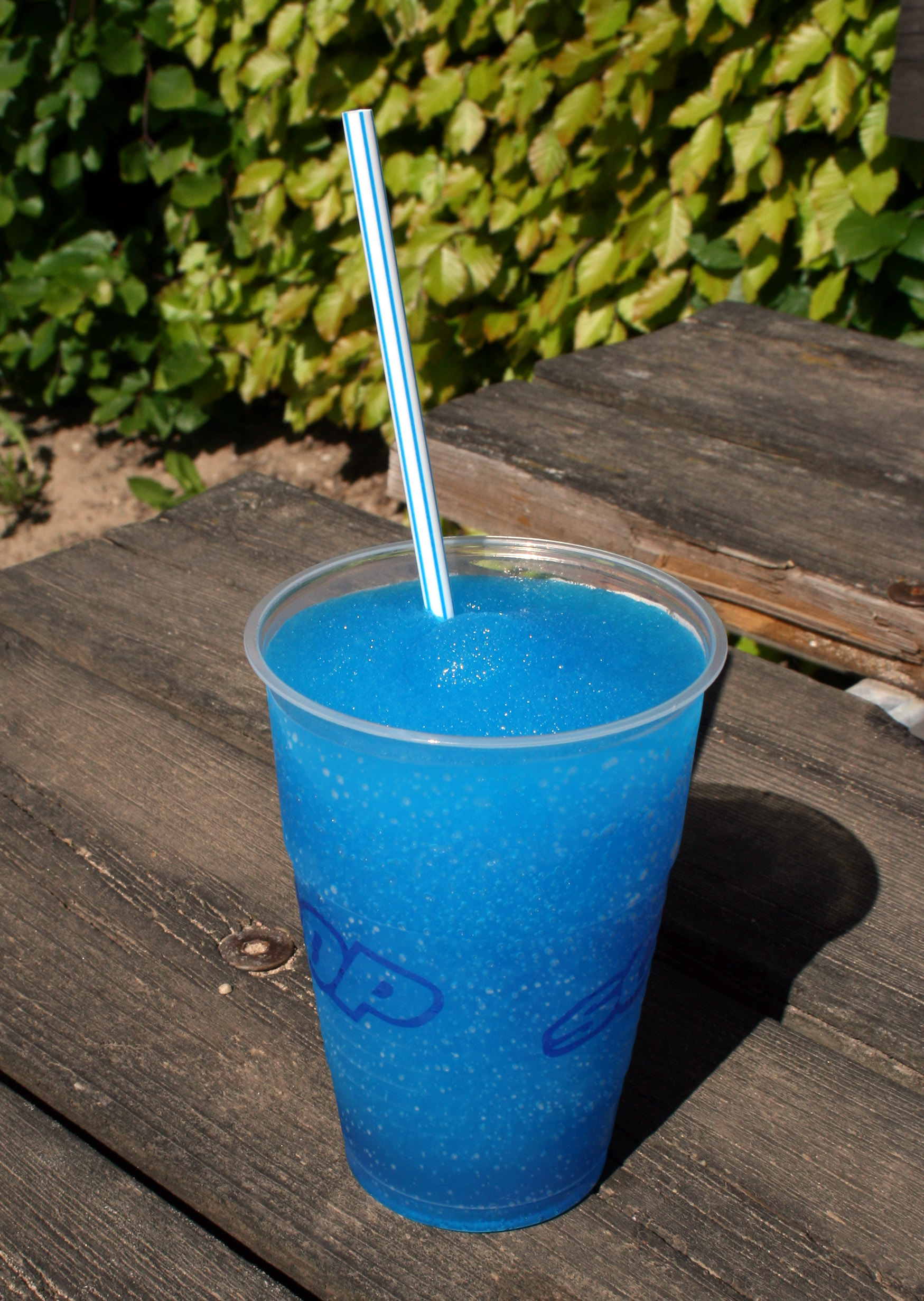
Kelímek s ledovou tříští

Ledová tříšť je velmi studený nápoj s plovoucím podrceným ledem s příchutěmi, jimiž jsou nejčastěji ovoce, ovocné šťávy nebo sirupy. Pro svoji nízkou teplotu je velmi oblíbený jako osvěžení v parných létech.

## Způsob přípravy
Základem ledové tříště je rozmixovaný led. Do něj stačí přidat požadovanou příchuť formou rozmixovaného ovoce, sirupu, alkoholu nebo např. rozmixované zeleniny. Ledovou tříšť lze vyrobit pomocí mixéru, v profesionálních provozech je používán výrobník ledové tříště.